# Protein M
Das Protein M ist ein Protein aus Mycoplasma genitalium, das Antikörper bindet.

## Eigenschaften
Protein M dient der Immunevasion und ist ein Virulenzfaktor. Durch die Bindung von Antikörpern wird eine Antigen-Antikörper-Reaktion gemindert. Protein M besitzt 556 Aminosäuren und besitzt geringe Homologie zu den anderen bakteriellen Antikörper-bindenden Proteinen wie Protein A, Protein G, Protein A/G oder Protein L. Die N-terminale Proteindomäne des Protein M bindet an die variablen Bereiche der leichten Ketten von menschlichen Immunglobulinen aller Typen, während die C-terminale Proteindomäne etwas aus dem Molekül hervorsteht und an κ- oder λ-leichte Ketten von Immunglobulinen bindet.